# Dirachma
Dirachma är ett släkte av tvåhjärtbladiga växter. Dirachma ingår i familjen Dirachmaceae.
Dirachma är enda släktet i familjen Dirachmaceae.
Kladogram enligt Catalogue of Life:
| Dirachma | \| \| Dirachma socotrana \| \| \| \| \| \| Dirachma somalensis \| \| \| \| |
|          | \| \| Dirachma socotrana \| \| \| \| \| \| Dirachma somalensis \| \| \| \| |
|          | Dirachma socotrana                                                         |
|          |                                                                            |
|          | Dirachma somalensis                                                        |
|          |                                                                            |

## Bildgalleri

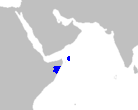